# Albedo de Bond
El albedo de Bond es la fracción de energía de la radiación electromagnética incidente total en un cuerpo astronómico que es retrodifundida hacia el espacio. Toma en cuenta todas las longitudes de onda en todos sus ángulos de fase. 
Es una medida importante para la caracterización del balance energético de un cuerpo planetario. 
Para los objetos del sistema solar, el peso relevante de cada longitud de onda es proporcional al espectro energético solar. La contribución más importante procede de la luz visible, puesto que la mayoría de la emisión solar se produce en este rango. 
Como la mayor parte de los albedos, el de Bond es un valor entre 0 y 1. 
Puesto que los cuerpos del sistema solar exterior siempre se observan en ángulos de fase muy bajos desde la tierra, el único dato fiable para medir su albedo de Bond procede de sondas espaciales. 
El albedo de Bond recibe su nombre del astrónomo estadounidense George Phillips Bond (1825-1865), quien lo propuso originalmente. Se definió originalmente para cuerpos esféricos, pero también es aplicable a objetos irregulares.

## Integral de fase
El albedo de Bond (A) se relaciona con el albedo geométrico (p) por la expresión:
{\displaystyle A=pq{\frac {}{}}}
donde q es la integral de fase y se da en términos de flujo difundido direccionalmente I(α) en el ángulo α (promediado sobre todas las longitudes de onda y ángulos acimutales) como
{\displaystyle q=2\int _{0}^{\pi }{\frac {I(\alpha )}{I(0)}}\sin \alpha d\alpha .}
El ángulo de fase α es el ángulo entre la fuente de radiación (habitualmente el Sol) y la dirección de observación, y varía de cero para la luz retrodifundida hacia la fuente, a 180° para observaciones que miran hacia la fuente. Por ejemplo, durante la oposición o al mirar a la luna llena, α es muy pequeño, mientras que objetos con luz retroproyectada o la luna nueva tienen α cercano a 180°.

## Ejemplos
El albedo de Bond puede ser muy grande o muy pequeño dependiendo de la superficie y propiedades atmosféricas del cuerpo en cuestión. Algunos ejemplos:
| Name     | Albedo de Bond | Albedo geométrico |
| -------- | -------------- | ----------------- |
| Mercurio | 0.119          | 0.138             |
| Venus    | 0.75           | 0.84              |
| Tierra   | 0.29           | 0.367             |
| Luna     | 0.123          | 0.113             |
| Marte    | 0.16           | 0.15              |
| Júpiter  | 0.343          | 0.52[2]           |
| Saturno  | 0.342          | 0.47[3]           |
| Encélado | 0.99           | 1.4[4]            |
| Urano    | 0.300          | 0.51[5]           |
| Neptuno  | 0.290          | 0.41[6]           |
| Plutón   | 0.4            | 0.44-0.61         |